# Liarum
Liarum är en by i Äsphults socken i Kristianstads kommun i Skåne län, belägen på Linderödsåsen strax nordost om Linderöd.
Själva byn består av fyra gårdar och en gammal byskola. Skolan är dock ett fritidsboende.